# Homestead (Missouri)
Pour les articles homonymes, voir Homestead.
Homestead est un village situé à l'ouest du comté de Ray, dans le Missouri, aux États-Unis,.

## Démographie
Lors du recensement de 2010, le village comptait une population de 185 habitants. Elle est estimée, en 2016, à 184 habitants.

### Source de la traduction
- (en) Cet article est partiellement ou en totalité issu de l’article de Wikipédia en anglais intitulé « Homestead, Missouri » (voir la liste des auteurs).